# Colonisation de la Lune

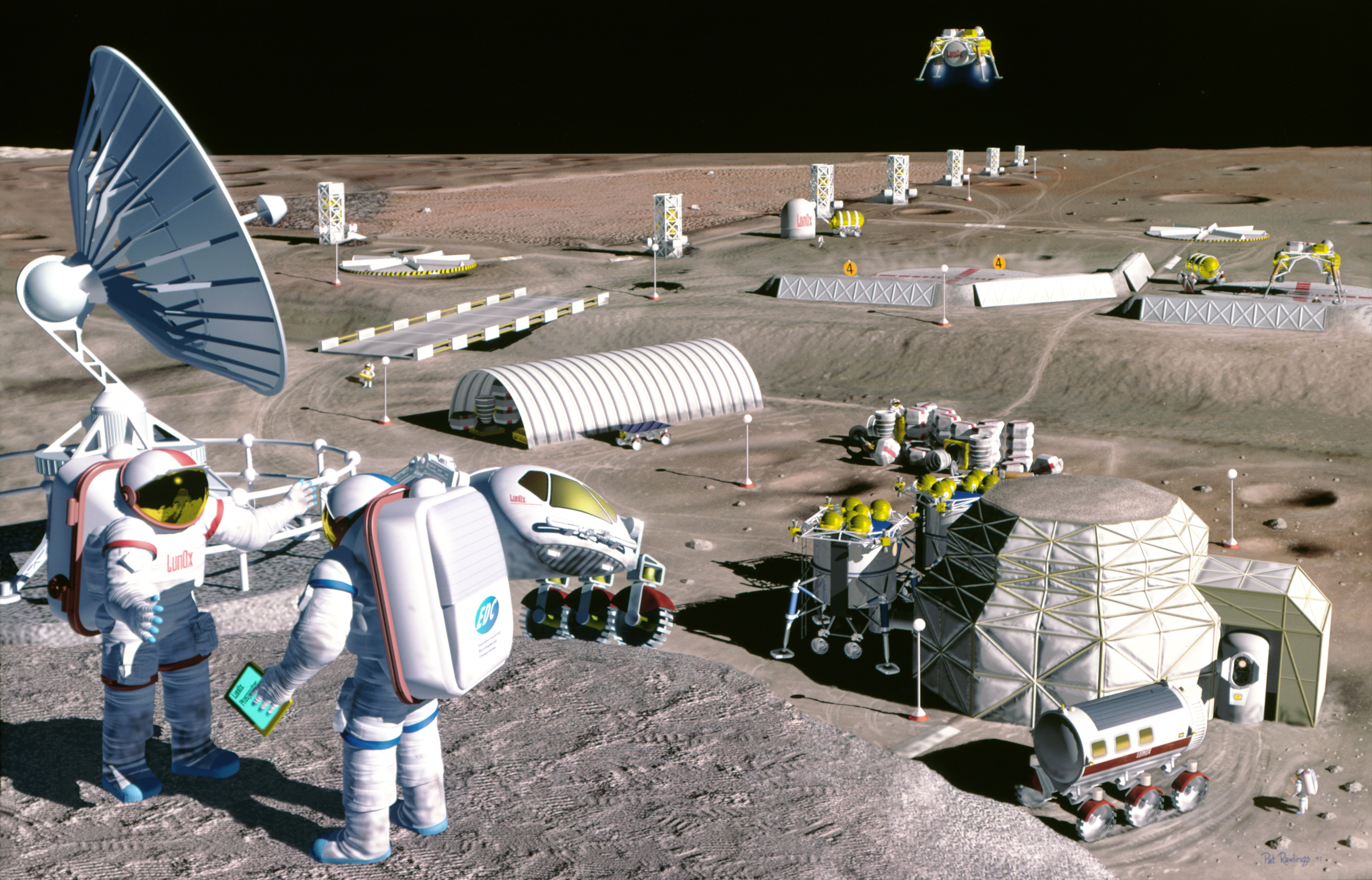
Vue d'artiste d'une base lunaire (vers 1990).

La colonisation de la Lune est le projet consistant à installer une voire plusieurs bases permanentes habitées sur la Lune.
Une présence humaine permanente sur un corps planétaire autre que la Terre est un thème récurrent de science-fiction. Alors que la technologie a évolué et que l'inquiétude quant à l'avenir de l'humanité sur Terre progresse, la colonisation de l'espace pourrait devenir un but possible et nécessaire. La Lune constituerait alors une excellente préparation en vue de voyages plus lointains.

## Historique

### Les projets utilisant des lanceurs classiques
Dès 1958, plusieurs projets, américains comme soviétiques, visent à installer des bases plus ou moins permanentes sur la Lune.   
- Le poste lunaire avancé Horizon (Horizon Lunar Outpost)[1] (1959) de l'US Army conçu par Wernher von Braun, une base permanente pour douze astronautes devant être opérationnelle en décembre 1966 (coût : 6 milliards de dollars) ;
- Le projet Lunex[2] de l'US Air Force (1958-1961), une base souterraine pour vingt-et-un astronautes devant être opérationnelle en 1968 (coût : 7,5 milliards de dollars) ;
- La base lunaire semi-permanente DLB[3] de Vladimir Barmine (1962) pour neuf cosmonautes devant être opérationnelle en 1975 pour le programme lunaire habité soviétique ;

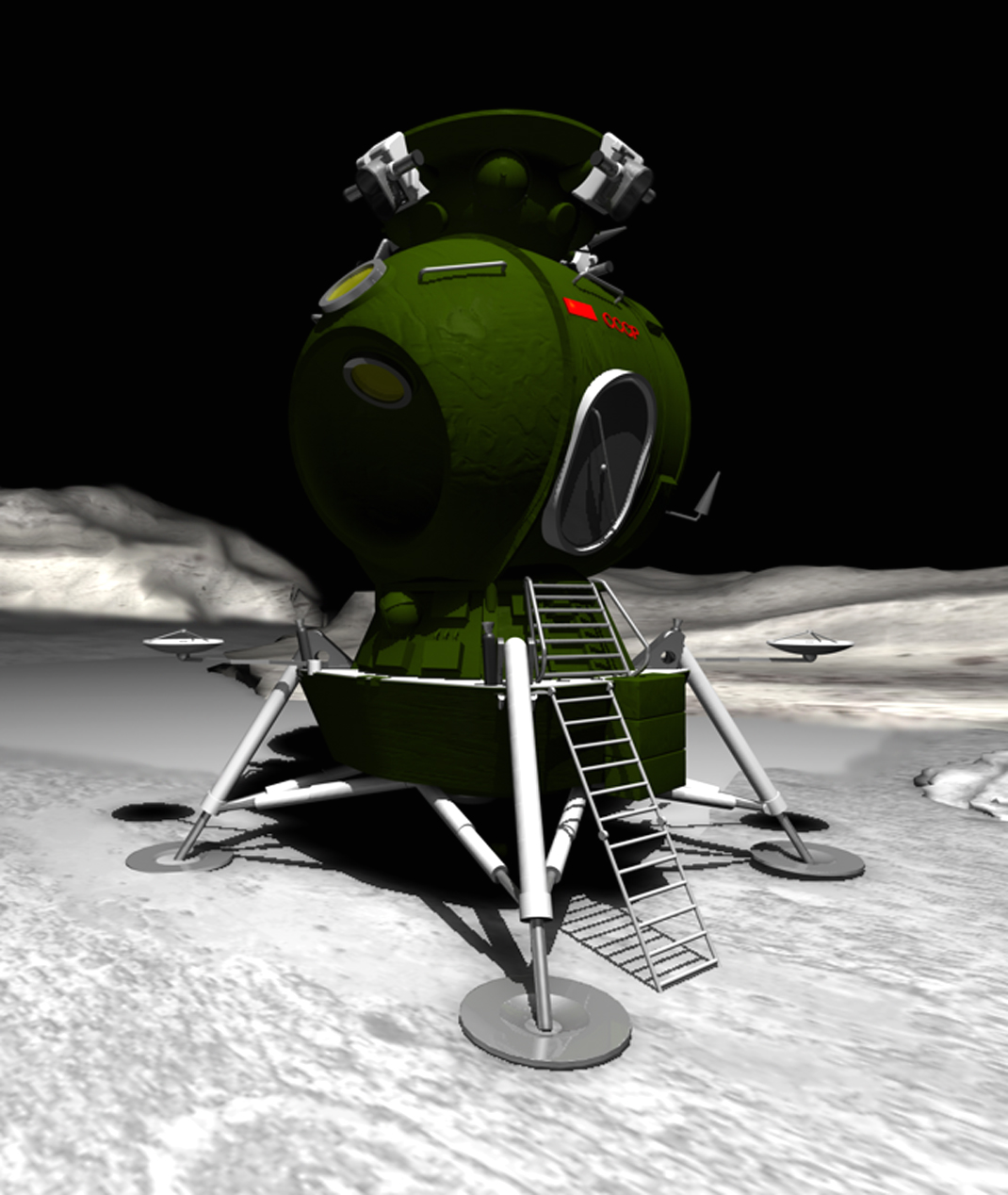
Représentation du module lunaire L3 du programme lunaire habité soviétique.

- Le KLE Complex (1964-1974) comprenant une première base semi-permanente (3 à 6 mois) pour trois cosmonautes conçue par Vladimir Tchelomeï (80 tonnes) puis une seconde conçue par Vladimir Barmine (150 tonnes) devant être respectivement opérationnelles en 1975 et 1980 ;
- Le projet Selena[4] de Douglas Aircraft Company conçu par Philip Bono (1964) visant à établir une base temporaire pour vingt-cinq astronautes en décembre 1975, devenant permanente en février 1978 puis étendue à un équipage de 1 000 personnes en janvier 1981 ;
- Le L3M[5] de l'OKB-1 (1969-1974) pour trois cosmonautes pour une durée de 90 jours devant être opérationnel pour une série de lancements de 1978 à 1980 ;
- La base LEK[6] (Lunar Exploration Complex) conçue par Valentin Glouchko (1974) pour trois cosmonautes, comprenant le Laboratorno-zhiloy modul' (LZhM) semi-permanent et le Laboroatorno-zavodskoy modul' (LZM) permanent, devant être opérationnelle en 1980 ;
- L'Energia Lunar Expedition conçue par Valentin Glouchko (1988), une résurgence plus lourde du train spatial LOK-LK de 1964 pour trois cosmonautes et une durée de 10 jours ;

### La réutilisation d'éléments du programme Apollo
- Les bases lunaires AES[7] (Apollo Extension Systems), ALSS[8] (Apollo Logistics Support System) (1966), LEP[9] (Lunar Exploration Program) et LESA[10] (Lunar Exploration System for Apollo) (1968), devant réutiliser des éléments du programme Apollo comme le lanceur Saturn V, le vaisseau Apollo et le LEM (plus ou moins modifié) plus de nouveaux rovers et modules d'habitations semi-permanent pour deux à six astronautes, et devenir opérationnelle en mai 1970 pour des missions annuelles ou semestrielles (AES, ALSS), ou de 1969 à 1976 (LEP, LESA)[11].

### La station spatiale comme relais
- La base du Johnson Space Center de la NASA conçue par Barney Roberts (1984), anticipant les projets actuels en utilisant la navette spatiale puis la station spatiale Freedom comme halte avant l'installation sur la Lune d'une station permanente de dix-huit astronautes, devant être construite de 2005 à 2015 ;
- L'Outpost on the Moon de la NASA conçu par l'ex-astronaute Sally Ride (1986)  utilisant également la station spatiale Freedom comme relais, devant être opérationnel en 2001 (mission de 14 jours) puis en 2005 pour cinq astronautes (mission de plusieurs semaines) .

### La Space Exploration Initiative de George Bush

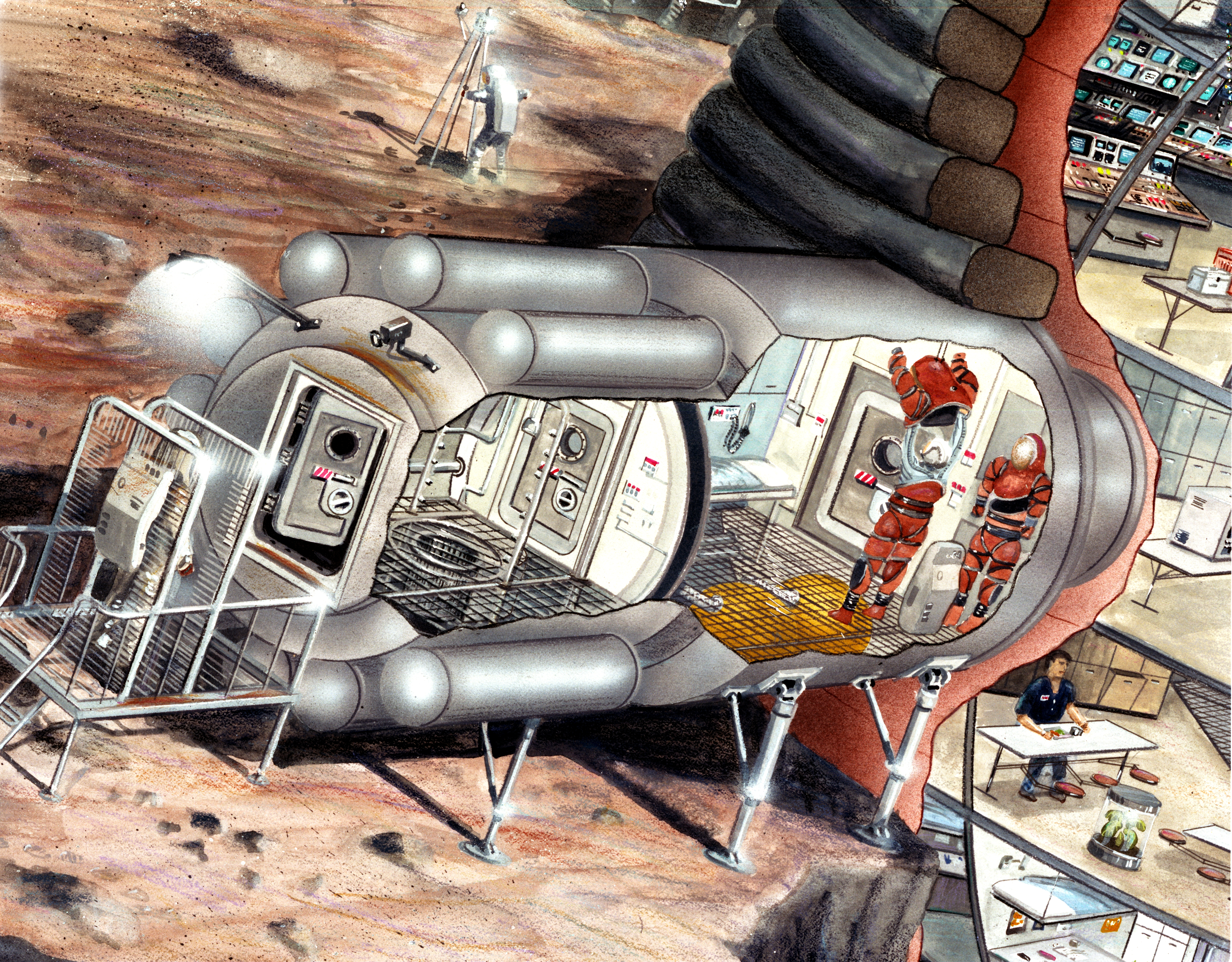
Vue d'artiste (juillet 1989) d'un habitat lunaire gonflable.

- La Lunar Evolution Base est presque immédiatement éclipsée par l'étude de 90 jours[12] commandée à la suite du discours du président des États-Unis George Bush père de juillet 1989, lançant la Space Exploration Initiative (SEI)[13], qui comprend quatre propositions : 
  - La Lunar Evolution Base de la NASA (août 1989) prévoyant l'installation d'un noyau d'habitat lunaire fin 2003 puis jusqu'en 2005 trois missions habitées et deux automatiques pour une première occupation de 30 jours en 2003, une seconde de six mois pour quatre astronautes à la mi-2004, une extension de la station à huit astronautes en 2008 et à douze en 2012 ;
  - Le Lunar Outpost (1989), rapidement remisé au placard en raison de son coût exorbitant (300 milliards de dollars) et de sa durée de mise en œuvre (20 ans) ;
  - Le First Lunar Outpost (FLO) de 1992 tenant compte des recommandations de Boeing, visant à réduire d'un facteur 10 la dépense (30 milliards de dollars) arrive cependant trop tard pour sauver la SEI[14] ;
  - Le Human Lunar Return du Johnson Space Center de la NASA (1996), dernier avatar de la SEI et de la doctrine « cheaper, faster, better », utilisant du matériel déjà existant (navette spatiale, lanceurs Proton ou Ariane 5, station spatiale internationale, etc.) proposant un premier séjour de trois jours le 31 août 2001 (pour un coût très optimiste de 2,5 milliards de dollars), trois autres missions identiques de 2002 à 2004 et deux missions de 14 jours en 2005, plus la mise en place d'un habitat de longue durée pour quatre à six astronautes et un rover pressurisé à partir de 2007 .

### L'utilisation des ressources minières lunaires

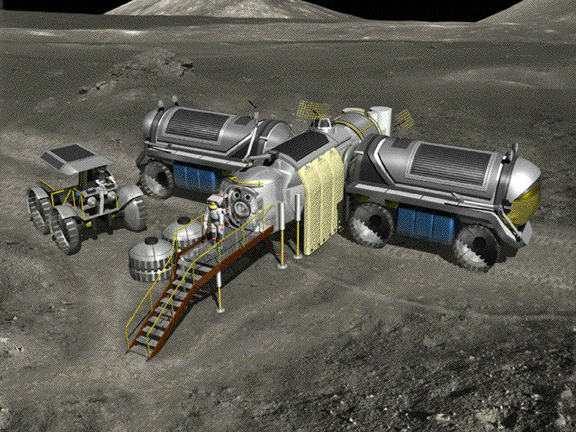
La base LUNOX, qui devait voir se poser son premier équipage en 2005, aucun projet ne s'est réalisé.

- La  base lunaire LUNOX (Lunar liquid Oxygen propellant exported from the Moon) du Johnson Space Center de la NASA (1993), ayant pour objectif de réduire le coût du FLO en puisant de l'oxygène liquide (LOX) dans le sol lunaire, comprenant six lancements cargo automatiques par Energia d'une unité de production d'oxygène liquide et d'un réacteur nucléaire, de six petits véhicules robotiques, de 2 000 kg d'équipement, de deux remorques (MPU), de deux rovers pressurisés qui servent d'habitat transitoire aux quatre astronautes, d'un module d'habitation et de divers instruments et enfin des lancements d'équipage par un dérivé de la navette spatiale (HLLV) embarquant une capsule de type Apollo et le module d'atterrissage Phoenix pour une première mission de 14 jours en 2005, éventuellement portée ultérieurement à 45 jours ;
- La LOX-Augmented Nuclear Thermal Rocket (LANTR) Moon Base du Langley Research Center de la NASA, conçue par Stanley Borowski (1997), basée sur lanceur comprenant un moteur hybride oxygène liquide/nucléaire[15], un module d'atterrissage réutilisable Lunar Landing Vehicle (LLV) transportant de l'oxygène liquide (LOX) (le comburant) puisé dans le sol lunaire jusqu'à la navette spatiale LANTR, qui ramène de l'hydrogène liquide (LH2) (le carburant) de la Terre.

## Programmes

### États-Unis
Lors de l'annonce de la stratégie globale d'exploration en décembre 2005, le plan à long terme de la NASA, Vision for Space Exploration, abandonné en 2010 par l'administration du président Obama, incluait un retour sur la Lune avec une mission habitée en 2018, puis reculé à 2019, avec installation d'une base permanente habitée de quatre personnes pour 2024 (l'avant-poste lunaire).

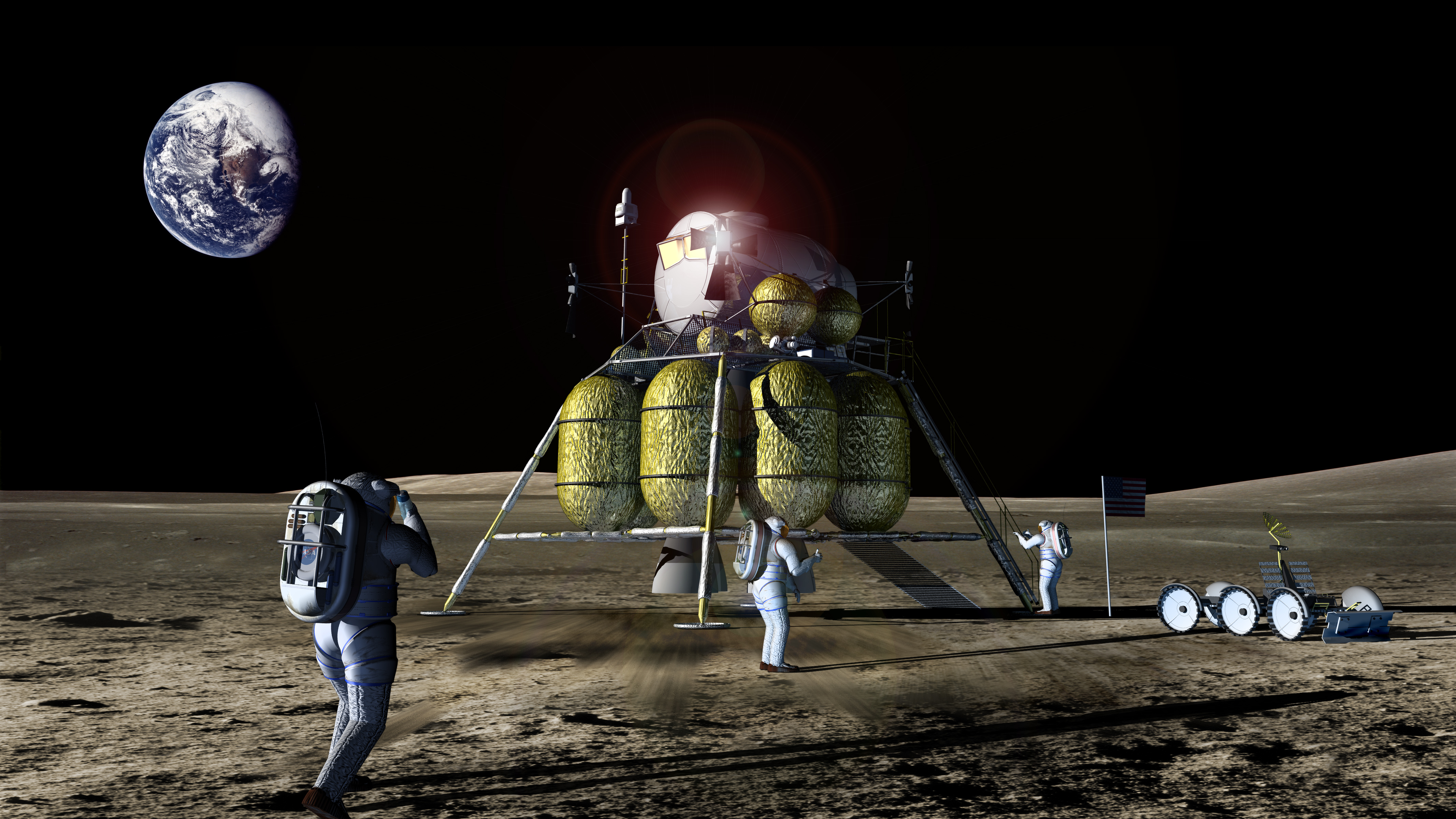
Vue d'artiste du module d'atterrissage (vers 2019).

Cette base aurait été située au pôle sud sur les remparts du cratère Shackleton qui est un des points plus constamment ensoleillés de notre satellite naturel, avec les écarts de température les moins forts (−30 °C en moyenne). La base devait comprendre des quartiers d'habitation, un observatoire, des panneaux solaires et des réservoirs d'énergie.
La construction d'une telle base nécessitait une coopération internationale avec pour objectif un test des techniques en vue d'une mission martienne, une exploitation économique de la Lune et aurait pu augmenter les connaissances scientifiques. Les véhicules spatiaux Orion et un module d'accès à la surface lunaire devaient être utilisés.
Cependant le projet, confronté à de graves problèmes de financement et de dépassement des échéances, a fait l'objet d'un audit par la commission Augustine en 2009, qui a  proposé soit d’accroître le budget annuel qui lui est consacré pour faire face au coût réel soit d'abandonner le projet au profit d'une démarche d'exploration progressive incluant un volet important de recherche pour améliorer les techniques spatiales nécessaires. Le président Barack Obama propose le 1er février 2010 l’annulation du programme Constellation. Cet abandon est confirmé le 11 octobre 2010.
Le 11 mars 2019, Jim Bridenstine, administrateur de l'agence spatiale américaine, la NASA, dévoile le programme Explore Moon To Mars, qui reprend certains axes de développement des précédents programmes d'exploration lunaire. Avec le concours d'entreprises privées et des agences spatiales japonaises, européennes, russes et canadiennes, il s'agit cette fois de construire, entre 2020 et 2030, une station orbitale habitée autour de la Lune. Cet avant poste lunaire inaugurerait le retour d'astronautes sur la Lune pour des missions allant de plusieurs jours à une semaine et permettrait de préparer l'envoi d'astronautes sur Mars, objectif que l'agence américaine se fixe à l'horizon 2030.
Seule l'Agence spatiale canadienne a, fin mars 2019, confirmé sa participation au programme.

### Europe

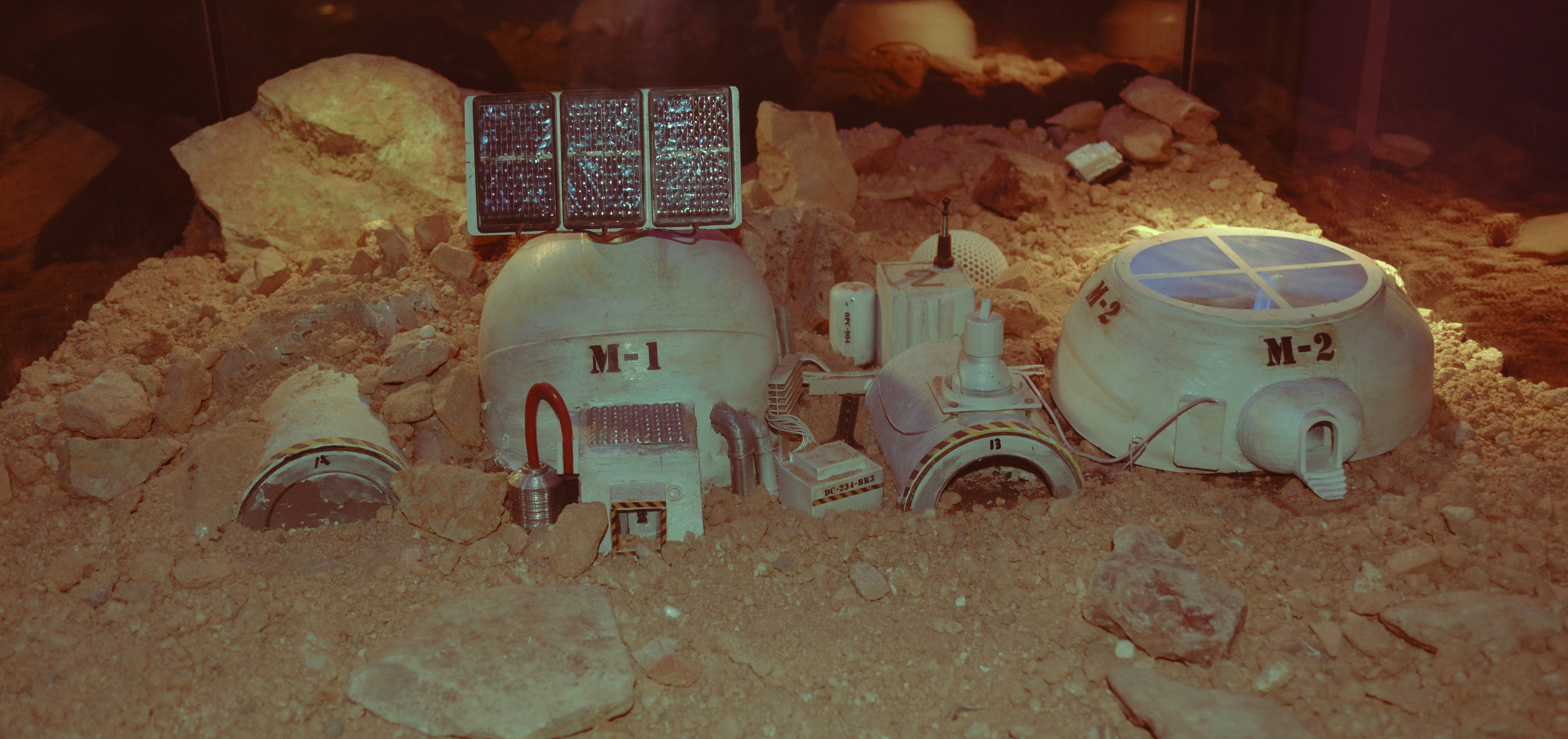
Maquette d'un concept d'habitat lunaire présenté en 2016 à l'Euro Space Center.

En février 2013, l'Agence spatiale européenne (ESA) annonce vouloir construire une base lunaire en utilisant la technique de l'impression 3D.
Dans le cadre du programme "Explore Moon To Mars" annoncé en 2019, l'ESA devrait participer à l'élaboration de la station lunaire Lunar Orbital Platform-Gateway en fournissant notamment le module de communication et ravitaillement ESPRIT.

### Chine
La CNSA, l'agence spatiale chinoise, est responsable du programme chinois d'exploration lunaire qui a pour but l'étude et l'exploration de la Lune grâce à des robots puis éventuellement par des êtres humains vers 2025-2030. Parmi les objectifs de la CNSA on retrouve l'installation d'une base lunaire mais aussi l'extraction d'hélium 3, présent en abondance sur le satellite naturel.

### Russie
L'association Lavochkin expose en juin 2015 au salon du Bourget la maquette d'une base lunaire entièrement robotisée, destinée à l'exploitation de ressources minérales, notamment d'hélium 3. Le programme d'exploration, qui ne devrait pas débuter avant 2020, comprend un orbiteur (Luna-Glob orbiter), un atterrisseur (Luna-Resurs lander), un rover à six roues (Luna-Grunt rover mission Luna-Resurs rover) qui arpentera un cratère pendant un an, et une mission de retour d’échantillons lunaires (Luna-Grunt sample return vehicle). Ces missions d’exploration se succéderont dans la région du pôle sud, préalablement à la création d’une base robotique ("Lunny Poligon" en russe) destinée à mettre au point les méthodes d’extraction des éléments du sol lunaire et mener par ailleurs des recherches scientifiques et technologiques.

## Avantages et désavantages

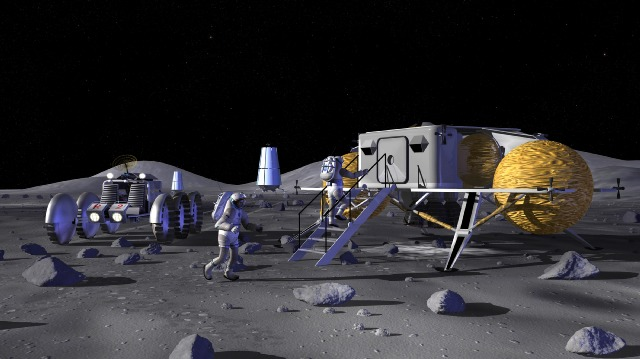
Vue d'artiste d'un avant-poste lunaire (vers 2024).

Grâce à sa proximité avec la Terre, la Lune a été depuis longtemps candidate pour une colonie humaine dans l'espace.  Avant qu'une colonie ne soit créée, des ressources doivent être identifiées, car leur extraction déterminera le développement de cette colonie. 
Les échantillons rapportés par le programme Apollo indiquent que plusieurs matériaux de valeur peuvent être trouvés en quantité sur la Lune. Le premier de ces éléments est l'oxygène qui représente environ 42 % du régolithe lunaire (fine poussière qui recouvre la surface lunaire). Il est suivi par le silicium, une matière première importante (20 %) et le fer (13 %) qui permet la production d'acier. Viennent ensuite la bauxite (7 %) nécessaire à la production d'aluminium et le titane (1 %), présents en quantités bien supérieures à celles trouvées sur Terre.
Pour autant ces ressources sont sous des formes physico-chimiques diverses et ne sont utilisables qu'au bout d'un long processus d'extraction et de purification impossible à mettre en œuvre sur la Lune.[réf. souhaitée] Quant au retour du minerai sur la terre pour y être traité, les quantités transportables sont dérisoires au regard de ce qui peut être trouvé directement sur la Terre, annulant tout intérêt à l'opération.
Cependant, bien que le programme Apollo ait montré la faisabilité d'un voyage vers la Lune (à un coût élevé), il confirma que l'établissement d'une colonie lunaire n'est ni utile ni possible[réf. nécessaire] du fait de l'absence d'éléments nécessaires à la vie tels que l'hydrogène ou l'azote.

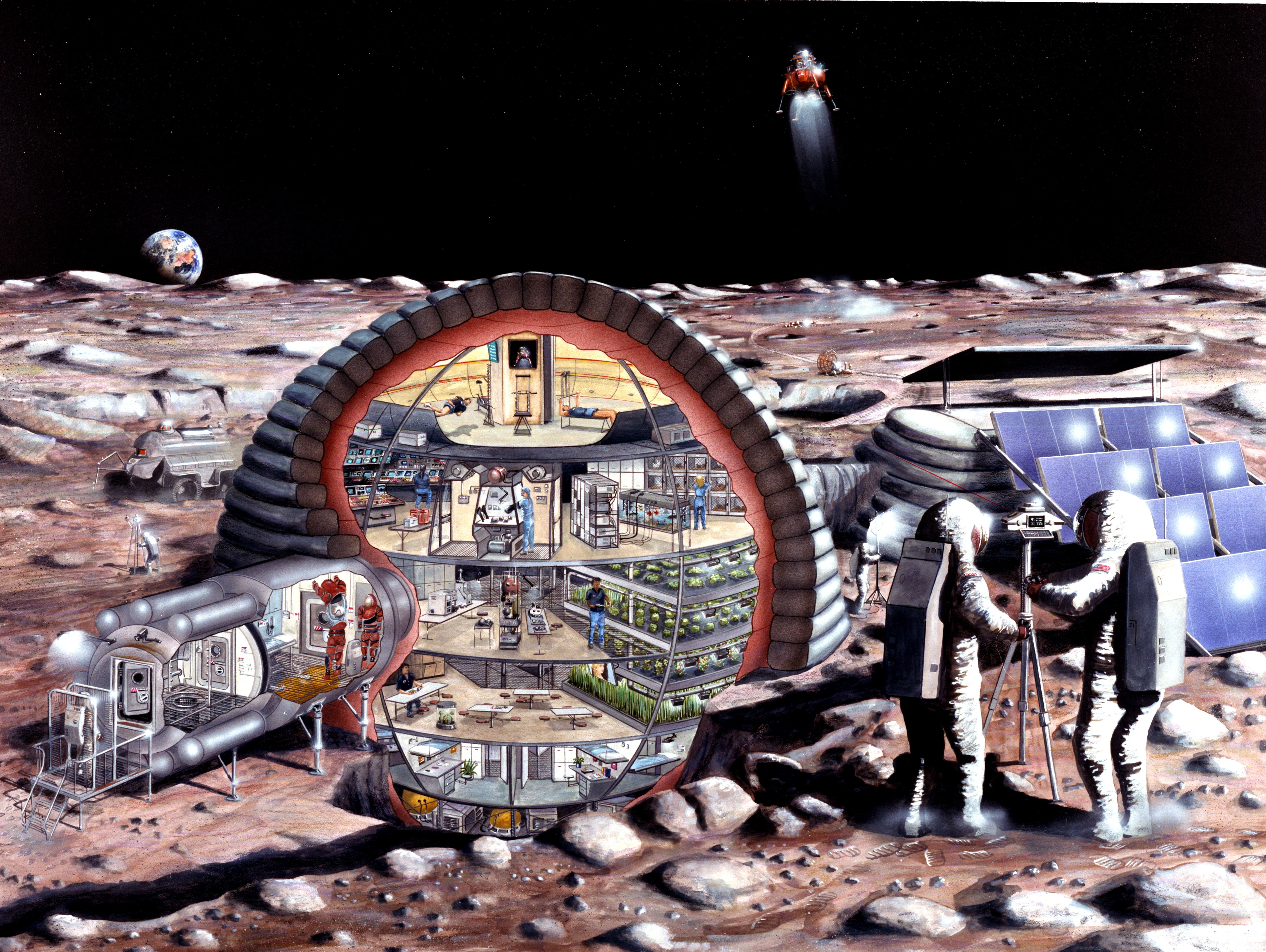
Base lunaire avec module gonflable. Dessin conceptuel.

Le développement économique de la Lune nécessiterait la création d'habitats et d'infrastructures gigantesques à proximité des mines ou des centres de traitement. Le coût de déploiement de ces installations est sans commune mesure avec la richesse très hypothétique dégagée par ces activités.[Interprétation personnelle ?] Pour que ce développement soit viable, il faudrait réduire considérablement le  coût des transports aller et retour. Mais les lois de la mécanique et de la propulsion spatiale sont ce qu'elles sont et aucune rupture capable de changer la donne n'est envisagée aujourd'hui. Ni la fabrication de carburant sur place, du fait des installations à déployer, ni les lanceurs réutilisables qui sont moins performants ne peuvent résoudre la question.[réf. nécessaire] Beaucoup de projets peu viables ont été imaginés sur ce thème, comme l'utilisation de catapultes électromagnétiques dont le caractère économique reste à démontrer[réf. souhaitée], et qui impriment à leur charge une vitesse linéaire dans une direction fixe non pilotable.
Coloniser la Lune est présenté comme le moyen de perfectionner un système de support de vie de longue durée et autonome indispensable pour la colonisation ou l'exploration spatiale au long terme. Ce laboratoire serait situé près de la Terre pour permettre l'envoi de ravitaillement ou d'assistance dans un délai raisonnable.
Certains défenseurs de la colonisation spatiale comme la Mars Society pensent que coloniser la Lune serait plus difficile que coloniser Mars, et que concentrer les ressources sur une colonisation lunaire serait retarder le programme de colonisation tout entier.[citation nécessaire] D'autres groupes comme la National Space Society et la Moon Society (en) voient au contraire la Lune comme un premier pas logique. La possibilité d'utiliser la fusion nucléaire comme source d'énergie propre à partir de l'hélium 3 (3He) extrait sur la Lune serait une justification économique de l'implantation d'une base lunaire. Mais si l'hélium 3 est abondant en quantité, c'est à très faible concentration. Son extraction supposerait de manipuler des milliards de tonnes de régolithe et donc une dépense d'énergie préalable impensable sur la Lune.[Interprétation personnelle ?] Par ailleurs, il n'existe pas encore d'application civile de la fusion pour la production d'électricité : seuls des prototypes expérimentaux ont pu être construits à ce jour et on ne prévoit pas de centrale avant le prochain siècle. Si la Chine (par la voix de son responsable du programme lunaire Ouyang Ziyuan) fonde de grands espoirs sur l'hélium 3, ce n'est pas le cas des États-Unis, qui prévoient l'extraction d'oxygène, voire d'eau et l'utilisation de panneaux solaires.

#### Droit international
- Droit de l'espace (Traité de l'espace)
- Militarisation de l'espace